# Oryza glaberrima
Oryza glaberrima, cunoscut și ca orez african, este o specie de plante din genul Oryza (orez), familia Poaceae.